# Earl Hebner
Pour les articles homonymes, voir Hebner.
Earl Hebner est un arbitre de catch américain né le 17 mai 1949 à Richmond, Virginie (États-Unis).

## Carrière

### World Wrestling Entertainment (1988-2005)
Earl Hebner a catché trois matchs dans sa carrière, un a Smackdown en équipe avec The Rock contre la DX, matchs qu'ils ont remporté après un Rock Bottom de The Rock sur X-Pac. Son second match a WWF InVasion contre Nick Patrick, match qu'il a gagné après un Spear.
Et un à la TNA ,qu'il a perdu contre Ethan Carter III sans combattre lors de l'Impact Wrestling du 5 décembre 2013.
C'est lui qui arbitrait le match lors du Montréal Screwjob aux Survivor Series 1997 entre Bret Hart et Shawn Michaels
Il fut licencié par la WWE après une affaire de trafic de marchandise qui l'impliquait lui et son frère.
À noter que Earl Hebner était avec Nick Patrick le plus ancien arbitre encore en vie à la WWE.

### Total Nonstop Action Wrestling (2006-2017)
Il officie depuis pour la Total Nonstop Action de Dixie Carter et devrait prendre sa retraite prochainement de par son âge avancé et son physique fortement diminué.

## Palmarès
- Ground Xero Wrestling
  - GXW Hall of Fame (2016)

- Total Nonstop Action Wrestling
  - Hall of Fame (2015)